# Światowe Stowarzyszenie Ogrodów Zoologicznych i Akwariów
Światowe Stowarzyszenie Ogrodów Zoologicznych i Akwariów (ang. World Association of Zoos and Aquariums, WAZA) – założona w 1935 organizacja z siedzibą w szwajcarskiej miejscowości Gland (w kantonie Vaud) zrzeszająca ogrody zoologiczne oraz akwaria.